# 桜美林大学の人物一覧
桜美林大学の人物一覧（おうびりんだいがくのじんぶついちらん）は、桜美林大学に関係する人物の一覧記事。

## 創立者
- 清水安三

## 教職員
- 末永照和（名誉教授、第23回吉田秀和賞受賞）
- 井門富二夫（名誉教授、初代国際学部長、元日本宗教学会会長）
- 石川忠久（名誉教授）
- 井上謙治（名誉教授）
- 井上隆一郎（名誉教授）
- 加藤道理（名誉教授）
- 小池一夫（名誉教授、学校法人桜美林学園前理事長）
- 高市順一郎（名誉教授）
- 寺崎昌男（名誉教授）
- 仲晃（名誉教授）
- 野口鉄郎（名誉教授）
- 本田創造（名誉教授）
- 小林一仁（名誉教授）
- 水落潔（名誉教授）
- 山口祐司（名誉教授）
- 諸星裕（名誉教授、情報プレゼンター とくダネ!コメンテーター）
- 加藤朗（大学院教授）
- 坂口芳貞（総合文化学群教授、文学座）
- 潮木守一（大学院国際学研究科特任教授、名古屋大学名誉教授、元日本教育社会学会会長）
- 茂木俊彦（健康福祉学群長、元東京都立大学総長）
- 芳沢光雄（リベラルアーツ学群教授）
- 鈴木勝（ビジネスマネジメント学群教授、大阪観光大学名誉教授）
- 矢内原美邦（芸術文化学群非常勤教員、第56回岸田國士戯曲賞受賞）
- 薩摩順吉（ビジネスマネジメント学群数学科非常勤講師）
- 塩谷さやか（ビジネスマネジメント学群ビジネスマネジメント学類准教授）
- 真也加ステファン（陸上競技部駅伝監督）
- 有森博（総合文化学群、客員教授）
- 池谷敏雄（教授）
- 今井朋彦（総合文化学群専任講師）
- 榎戸耕史（総合文化学群教授）
- 太田哲男（リベラルアーツ学群教授）
- 梶原阿貴（総合文化学群非常勤講師）
- 鐘下辰男（総合文化学群客員准教授）
- 紺野馨（准教授）
- 白澤政和（大学院教授）
- 勝呂奏（リベラルアーツ学群准教授）
- 高橋順一（リベラルアーツ学群教授）
- 高谷道男（元経済学部長）
- 野村太一郎（総合文化学群非常勤講師）
- 野村万蔵 (9世)（総合文化学群講師）
- 早野透（教授）
- 布瀬川集（客員教授）
- 齋藤隆夫（ビジネスマネジメント学群教授）
- 山本眞一（大学院教授）
- 法月敏彦（芸術文化学群教授）

## 卒業生

### 政治
- 菅野佐智子（文学部卒、元衆議院議員（1期）、自由民主党）
- 小礒明（大学院国際学研究科博士後期課程単位取得満期退学、東京都議会議員、自由民主党）
- 原陽子（大学院国際学研究科修士課程修了、元衆議院議員（1期）、社会民主党）
- 小川勇夫（短大卒、元相模原市長）
- 三浦昇（元衆議院議員）

### 経済
- 杉本誠司（経済学部卒、ニワンゴ社長、関西大学社会学部客員教授）
- 高木勝裕（経済学部卒、東映アニメーション社長、日本商品化権協会理事長）
- 高木幹夫（大学院大学アドミニストレーション研究科修了、日能研代表取締役社長）
- 野島隆久（経済学部卒、ピーシーデポコーポレーション創業者・代表取締役社長、イージェーワークス取締役会長）

### 行政
- 大久保和正（大学院国際学研究科修士課程修了、財務省大臣官房審議官、中国財務局長）
- 佐藤紀子（短大卒、在大阪モンゴル国名誉領事、日本モンゴル文化経済交流協会会長）

### 研究
- 佐藤東洋士（文学部卒、元桜美林学園学園長・元桜美林学園理事長、日本私立大学協会会長）
- 畑山浩昭（文学部卒、桜美林大学大学院教授、桜美林大学学長）
- 小池一夫（文学部卒、桜美林大学名誉教授、桜美林学園理事長）

### 学外研究
- 石井香織（大学院国際学研究科修士課程修了、早稲田大学教授、日本健康教育学会奨励賞）
- 梅田英春（大学院国際関係学研究科修士課程修了、静岡文化芸術大学文化政策学部教授）
- 及川淳子（文学部卒、中央大学文学部准教授）
- 南雲智（文学部卒、東京都立大学名誉教授・元人文学部長、大妻女子大学副学長）
- 大谷まこと（大学院国際学研究科修士課程修了、福山平成大学教授）
- 中野清（元代々木ゼミナール・漢文科講師）

### 文学
- 黒碕薫（文学部卒、脚本家、小説家）
- 島影真奈美（大学院老年学研究科修了、編集者、ライター）
- 高見沢隆（文学部卒、詩人）
- 恒松郁生（文学部卒、ロンドン夏目漱石記念館館長、作家、崇城大学教授、崇城大学副学長）
- はしもといわお（文学部卒、漫画家）
- 山岡頼弘（文学部卒、文芸評論家）
- 森雅之（大学中退、漫画家）

### 芸術
- 藤田貴大（総合文化学科卒、マームとジプシー主宰、劇作家、演出家、第56回岸田國士戯曲賞受賞）
- 市原佐都子（総合文化学科卒、劇団Q主宰、劇作家、演出家、第64回岸田國士戯曲賞受賞）
- 山本卓卓（総合文化学科卒、範宙遊泳主宰、俳優、劇作家、演出家、第66回岸田國士戯曲賞受賞）
- 牛水里美（総合文化学科卒、女優、黒色綺譚カナリア派所属、利賀演劇人コンクール2011、優秀演劇人賞受賞）
- 中屋敷法仁（総合文化学科卒、柿喰う客主宰、俳優、劇作家、演出家）
- 二階堂瞳子 （総合文化学群卒、バナナ学園純情乙女組主宰、女優、振付家）
- 佐野功（総合文化学科卒、俳優）
- 荻野友里（総合文化学科卒、女優、青年団所属）
- 小林亮子（総合文化学科卒、女優、青年団所属）
- 千田美智子（総合文化学群卒、女優、文学座所属）
- 伊藤安那　(総合文化学群卒、女優、文学座）
- 堀夏子（総合文化学科卒、女優、青年団所属）
- 加藤裕月（女優、GURRE所属）
- 本間剛（俳優、クリオネ所属）
- 佐藤源太（経済学部卒、テレビドラマ監督・プロデューサー、共同テレビジョン所属）
- Morito Suzuki（グラフィックアーティスト、アース・ウィンド・アンド・ファイアーのジャケットデザインなど）
- 酒井美直（国際学部卒、アイヌ民族舞踊家）
- 森山開次（ダンサー、芸術選奨新人賞受賞）
- 北尾亘（声優、俳優、振付師）

### 芸能
- 吉田怜菜（2012年ミス桜美林大学コンテストで準グランプリを受賞、モデル、タレント、女優、生島企画室所属）
- 富田千晴（2011年ミス桜美林大学コンテストでグランプリを受賞、ベストジーニスト2012「一般新人部門」アーティスト賞を受賞）
- 横町ももこ（2010年ミス桜美林大学コンテストで準グランプリを受賞、モデル、タレント、オスカープロモーション所属）
- 草凪美海 (アイオケメンバー)
- 月野もあ（アイドル、仮面女子メンバー）
- 嘉数夏葵（ファッションモデル、タレント）
- 竹花梓（短大卒、ファッションモデル、タレント、IARA GRACE所属）
- 吉村美樹（文学部卒、モデル、2008年アサヒビールイメージモデル）
- 福井裕佳梨（大学中退、アイドル、声優、女優）
- 八木菜々花（モデル、女優）
- 上田愛美（文学部中退、元チェキッ娘、タレント、歌手）
- 岡村英莉（文学部卒、女優、レースクイーン）
- 本田路津子（文学部卒、フォークシンガー）
- 要田禎子（文学部卒、女優）
- 樫野有香（リベラルアーツ学群、Perfume）
- 大本彩乃（中退、リベラルアーツ学群、Perfume）
- 佐藤満春（お笑いタレント）
- 静恵一（お笑いタレント、作家、演出家、脚本家、司会者、ラジオパーソナリティ。お笑いユニットサミットクラブ）
- 宍戸ヴィシャス（文学部卒、お笑いタレント）
- 益子卓郎（漫才師・U字工事)
- 福田薫（U字工事）
- 古今亭菊千代（文学部卒、落語家、落語協会会員）
- 鈴々舎美馬（リベラルアーツ学群卒、落語家、落語協会会員）
- 神田紫（短大卒、講談）
- 岡本妙子（短大卒、元レディス4・アシスタント）
- 大川めぐみ（大学中退、元女優）
- 二村愛（文学部卒、女優、声優）
- 鈴木麗子（声優）
- 森野熊八（経済学部卒、料理研究家、タレント）
- 宮下真依（グラビアアイドル）
- 春野恵（グラビアアイドル）
- インリン（短大卒、タレント）
- 田口真一（経営政策学部BM科）
- 友常勇気（俳優、モデル）
- 吉田羊（女優）
- 西田果倫（リベラルアーツ学群中退、女優、モデル）
- 畠中祐（芸術文化学群卒、俳優、声優）
- Matt（モデル、タレント、元プロ野球選手・桑田真澄の次男）
- 三田村春奈（リベラルアーツ学群卒、女優）
- 磯村勇斗（俳優、中退）
- 江口育美（声優）
- 深澤辰哉（アイドル、Snow Man、中退）
- 岩崎良美（大学院修士課程修了、歌手、女優）
- 堀川輝幸（声優、ナレーター）
- 内海賢太郎（国際学部卒、声優事務所経営者、マネージャー、芸能プロモーター）
- 小松穂葉（女優）

### ジャーナリズム
- 関伊利子（短大卒、気象予報士、とちぎテレビ）
- 林泉忠（国際学部卒、政治学者、琉球大学法学部、准教授）

### アナウンサー
- 宮崎麗奈（リベラルアーツ学群卒、フリーアナウンサー）
- 小松正英（フリーアナウンサー、元群馬テレビ）
- 武藤乃子（文学部卒、フリーアナウンサー、元群馬テレビ、ホリプロ所属)
- 遠田恵子（大学院修了、元青森テレビ）
- 安藤久美子（国際学部卒、フリーアナウンサー、元岡山放送、元ジョイスタッフ所属、元SMAG所属）
- 緒方朋恵（国際学部卒、フリーアナウンサー、元NHK大分放送局、元テレビ愛知）
- 稲葉寿美（フリーアナウンサー、元東海テレビ）
- 青柳嘉代（国際学部卒、フリーアナウンサー、元東日本放送）
- 小林真樹子（経営政策学部卒、元琉球放送）
- 柳井麻希（国際学部卒、パーソナリティ）
- 百野文（国際学部卒、NHK宮崎放送局）
- 吉田雅英（北海道文化放送、元群馬テレビ）
- 太田真希（文学部卒、元秋田放送、タレント）
- 野中美里（経済学部卒、フリーアナウンサー、元テレビ神奈川）
- 藤原由子（元NHK広島放送局）
- 有銘琴絵（RBCiラジオ契約パーソナリティ）
- 知念芽衣（ブライダルMC、ラジオパーソナリティー、元NHK沖縄放送局）
- 貞包みゆき（大学院修了、フリーアナウンサー、元NHK北九州放送局、ホリプロ所属）
- 横内美紗（ビジネスマネジメント学群卒、新潟総合テレビ）

### スポーツ
- 石田季子（短大卒、2001年度NFLサンフランシスコ・フォーティナイナーズ「Gold Rush」メンバー、2005年 アルビレックスチアリーダーズメンバー）
- 石田舞（2008年・2009年NBAシカゴ・ブルズ「Luvabulls」メンバー）
- 海東奈月（NBAダラス・マーベリックスダンサーズメンバー）
- 川相拓也（元プロ野球選手）
- 川那子祐輔（総合格闘家）
- 雉子牟田明子（元女子プロテニス選手）
- 久保田剛司（プロゴルファー）
- 桑田真樹（元プロ野球選手）
- 佐々木千隼（健康福祉学群卒、プロ野球選手、横浜DeNAベイスターズ所属）
- 中島梨紗（女子プロ野球選手）
- 水田光夏（リベラルアーツ学群卒、パラ射撃選手）
- 山田幸子（2003年度NFLシアトル・シーホークス「Sea Gals」メンバー）
- 横山愛子（芸能人女子フットサル選手）
- 田岡なつみ（リベラルアーツ学群卒、JPSA公認プロロングボーダー）
- 山野辺翔（プロ野球選手、埼玉西武ライオンズ所属）
- 土生翔太（プロ野球選手、中日ドラゴンズ所属）

### その他
- 王唯任（大学院国際学研究科修士課程修了、プロ囲碁棋士・五段）